# Костина, Людмила Николаевна
Людми́ла Никола́евна Ко́стина (род. 22 мая 1939 года, Челябинск, РСФСР, СССР) — советская и российская художница, живописец, монументалистка, педагог. Член Союза художников СССР (1977).

## Биография
Родилась в семье челябинских предпринимателей Покровских в 1939 году.
Детство детство прошло в годы войны, послевоенный голод 5о-х. Воспоминания о том времени заняли значимое место в творчестве художницы.
В 1962 году окончила Свердловское художественное училище (училась у Г. С. Мосина и М. Ш. Брусиловского) и поступает в Ленинградское высшее художественно-промышленное училищем имени В. И. Мухиной, которое закончила в 1969 году дипломной работой — гобеленом для зала заседаний областного исполкома, под руководством Анатолия Алексеевича Казанцева и Кирилла Леонардовича Иогансена Консультантом её дипломной работы был Г. И. Рублев, ученик В. А. Фаворского, один из родоначальников нового направления монументальной живописи. В училище она занималась по специальной, для неё разработанной программе.
Начиная с 1970 года — участница всесоюзных, всероссийских, зональных, областных выставок, а с 1977 года является членом Союза художников СССР. Её живописные произведения имеются в собраниях Челябинской областной картинной галереи.
С 1970 года по настоящее время Людмила. Костина работает в Челябинске. Ею выполнено огромное количество монументальных росписей в Челябинской области и за её пределами, многие из них были утрачены.
В 1982 участвовала в групповой выставке художников-монументалистов г. Челябинска.
В 2017 году преподнесла в дар Художественному музею ЮУрГУ свои работы.

## Монументально-декоративная живопись
- панно «Пловцы», «Купальщицы» в плавательном бассейне г. Златоуста сграффито, 1968
- роспись в библиотеке им. Зои Космодемьянской в г. Николаеве, м., 1970
- росписи «Торг до революции». «Торгуем-покупаем сегодня» в заочном институте торговли в г. Челябинске, м., 1972
- росписи «Труд», «Отдых» в ДК с. Уйском Челябинской обл., м., 1974—1975
- панно «Человек-строитель» в бытовом корпусе завода железобетонных изделий № 1 в г. Челябинске, сграффито, 1975
- роспись-тетраптих «Мы учимся, работаем, дерзаем» в индустриальном техникуме в г. Челябинске (совм. с К. В. Фокиным), м., 1976
- роспись «Материнство» в медсанчасти треста «Челябметаллургстрой», м., 1977
- роспись «Празднества» в фойе института «ГИПРОМЕЗ» в г. Челябинске, т., 1978
- роспись в фойе железнодорожного училища № 2 в г. Челябинске, м., 1979
- роспись «Береги природу», «Мы за прогресс» в общежитии ЧТЗ, м., 1979
- роспись в ДК молочного завода № 1 в г. Челябинске, м., 1980
- роспись «От каждого — по способности, каждому — по труду» в юридическом техникуме г. Челябинска (1-я часть диптиха), м., 1985
- роспись в юридическом техникуме г. Челябинска (2-я часть диптиха), и., 1987
- росписи в профилактории Южно-Уральской железной дороги (вестибюль, рекреации, обеденный зал), м., 1987
- росписи в интернате № 2 для инвалидов и престарелых, м., 1988
- роспись-фриз «Наука, культура, литература, театр» в актовом зале школы № 87 в г. Челябинске, т., 1990
- росписи в детском корпусе санатория «Зеленая роща» в г. Уфе, м., 1991
- роспись-диптих «Все музы в гости будут к нам» в ДК г. Коркино Челябинской обл., м., 1993